# أوريم وتميم

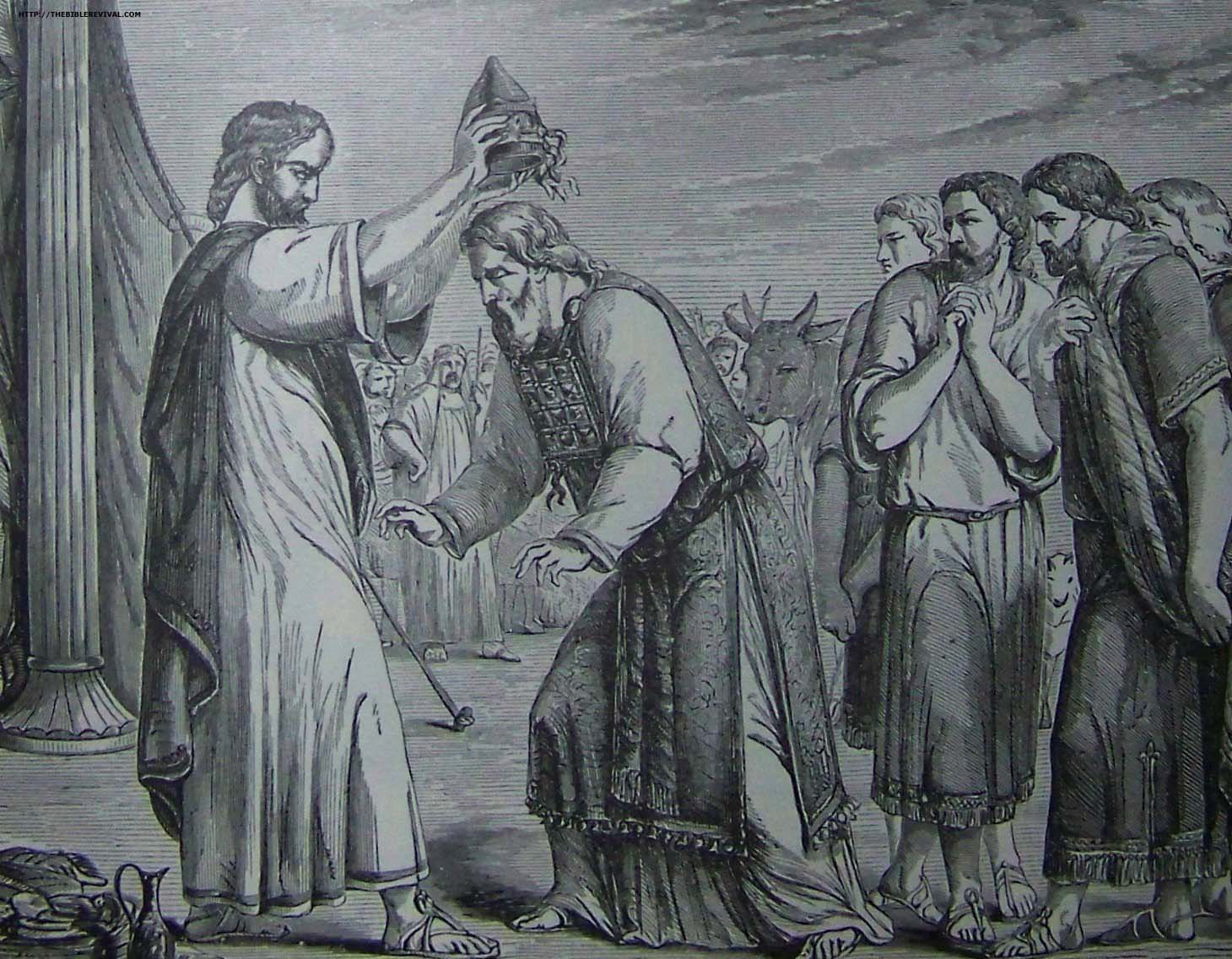

أوريم وتميم (بالإنجليزية: Urim and Thummim) (بالعبرية: האורים והתומים‏) كلمتان عبرانيتان معناهما «أنوار وكمالات» ويوجد هذان الاسمان معًا عادة، مع أن أوريم ذكرت مرتين بمفردها (عدد 27: و21 و1 صم 28: 6) ويرّجح أنهما كانا شيئين صغيرين أو ربما حجرين، وكانا يحفظان في صدرة رئيس الكهنة (خر 28: 30 ولا 8: 8) وكان رئيس الكهنة يستخدم الأوريم والتميم في معرفة إرادة الله في الأمور الكهنية أو السياسة القومية (عدد 27: 21 و1 صم 28: 6 وعز 2: 63 ونحم 7: 65) وقد وردت في الترجمتين السبعينية واليونانية، والفلجاتا اللاتينية إشارة إلى الأوريم والتميم في 1 صم 14: 41 وقد أبطل استخدام هذين القرعتين المقدستين في أزمنة ما بين العهدين ويحتمل أن الاسمين يدلان على نور وكمال والإرشاد الذي يأتي من الله.